# 2012 ВП113
2012 ВП113 (2012 VP113) је објекат у Сунчевом систему који је од Сунца удаљен више него транснептунски објекат Седна. Процењује се да има површину два пута мању него Седна. Верује се да је површина розе боје, што је резултат зрачења залеђене воде, метана, и угљен-диоксида.

## Откриће
2012 ВП113 је први пут примећен 5. новембра 2012..Његово откриће је потврђено 26. марта 2014..

## Надимак
Овај објекат има скраћено име ВП, а надимак му је Бајден.